# کمیته المپیک سوئد
کمیته المپیک سوئد (سوئدی: Sveriges Olympiska Kommitté (SOK)) یک سازمان ورزشی است که نماینده کشور سوئد در کمیته بین‌المللی المپیک می‌باشد.
این سازمان که در سال ۱۹۱۳ تأسیس شده مسئول آماده‌سازی و اعزام ورزشکاران به بازی‌های المپیک، بازی‌های المپیک جوانان و بازی‌های اروپایی است. 